# Erina Suzuki
Erina Suzuki es una deportista japonesa que compitió en natación sincronizada. Ganó dos medallas de plata en el Campeonato Mundial de Natación de 2007, en las pruebas equipo técnico y combinación libre.

## Palmarés internacional
| Campeonato Mundial | Campeonato Mundial    | Campeonato Mundial | Campeonato Mundial |
| Año                | Lugar                 | Medalla            | Prueba             |
| ------------------ | --------------------- | ------------------ | ------------------ |
| 2007               | Melbourne (Australia) | Medalla de plata   | Equipo técnico     |
| 2007               | Melbourne (Australia) | Medalla de plata   | Combinación libre  |